# 68e bataillon de tirailleurs sénégalais
Le 68e bataillon de tirailleurs sénégalais (68e BTS) est un bataillon des troupes coloniales français.

## Historique
Le 68e bataillon de tirailleurs sénégalais est formé le 23 mai 1916 à Fréjus, à partir du 3e bataillon du 58e régiment d'infanterie coloniale (58e RIC) dissout, renforcé par 125 tirailleurs du 25e BTS et des gradés du 73e BTS.
Le bataillon devient le 3e bataillon du 58e RIC reconstitué le 15 juin 1915, ne gardant son appellation 68e BTS qu'à titre administratif.
Pendant l'hiver 1916-1917, le bataillon séjourne au camp de Fréjus (hivernage). Il repart le 2 avril pour le front.
Le 16 avril 1917, au déclenchement de la bataille du Chemin des Dames, le 2e corps colonial dont fait partie le 68e BTS attaque au sud-est de Craonne. Il est chassé du village d'Ailles par les contre-attaques allemandes. Le bataillon déplore 81 tués pour la seule journée du 17 avril 1917. Ayant subi de très lourdes pertes, le 58e RIC est dissout le 11 mai 1917 après avoir été mis au repos le 22 avril.
Le 68e BTS est rattaché au 53e RIC le 4 mai 1918 à Rupt.

## Mouvements de troupes
- 19/12/1916: Le bataillon envoie des hommes au 80e BTS pour la constitution d'une Compagnie de Mitrailleuses.
- 31/07/1918: Le bataillon reçoit des renforts du 83e BTS.
- 19/11/1918:Le bataillon reçoit la Compagnie de Mitrailleuse du 78e BTS.
- 01/03/1919: Le bataillon reçoit 4 sergents, 27 caporaux et 370 tirailleurs du 82e BTS.

## Chefs de corps
- 1916-1917 : commandant Goëtzmann[3]
- 1918 : commandant Lame[6]

## Décorations
Le bataillon est décoré de la croix de guerre 1914-1918 et a reçu la citation suivante à l'ordre de l'armée :

« Au front depuis septembre 1914, s'est constamment signalé à Reims (1914), aux Dardanelles (1915), sur la Somme (1916), et sur l'Aisne (1917) par ses remarquables qualités de vigueur et d'esprit offensif. Le 16 juillet 1918 [...] malgré des rafales d'artillerie d'une intensité inouïe et des feux de mitrailleuses très meurtriers, a fourni plusieurs brillantes contre-attaques locales qui sont parties dans un ordre parfait et ont été exécutées avec une énergie farouche faisant l'admiration de toutes les troupes en ligne. »

— Citation du 68e BTS à l'ordre de l'Armée, le 7 février 1919, Journal officiel du 29 mai 1919.

### Sources et bibliographie
- Mémoire des Hommes
- JMO du 23 mai 1916-30 septembre 1917, 66 p.